# グリーンコーヒー

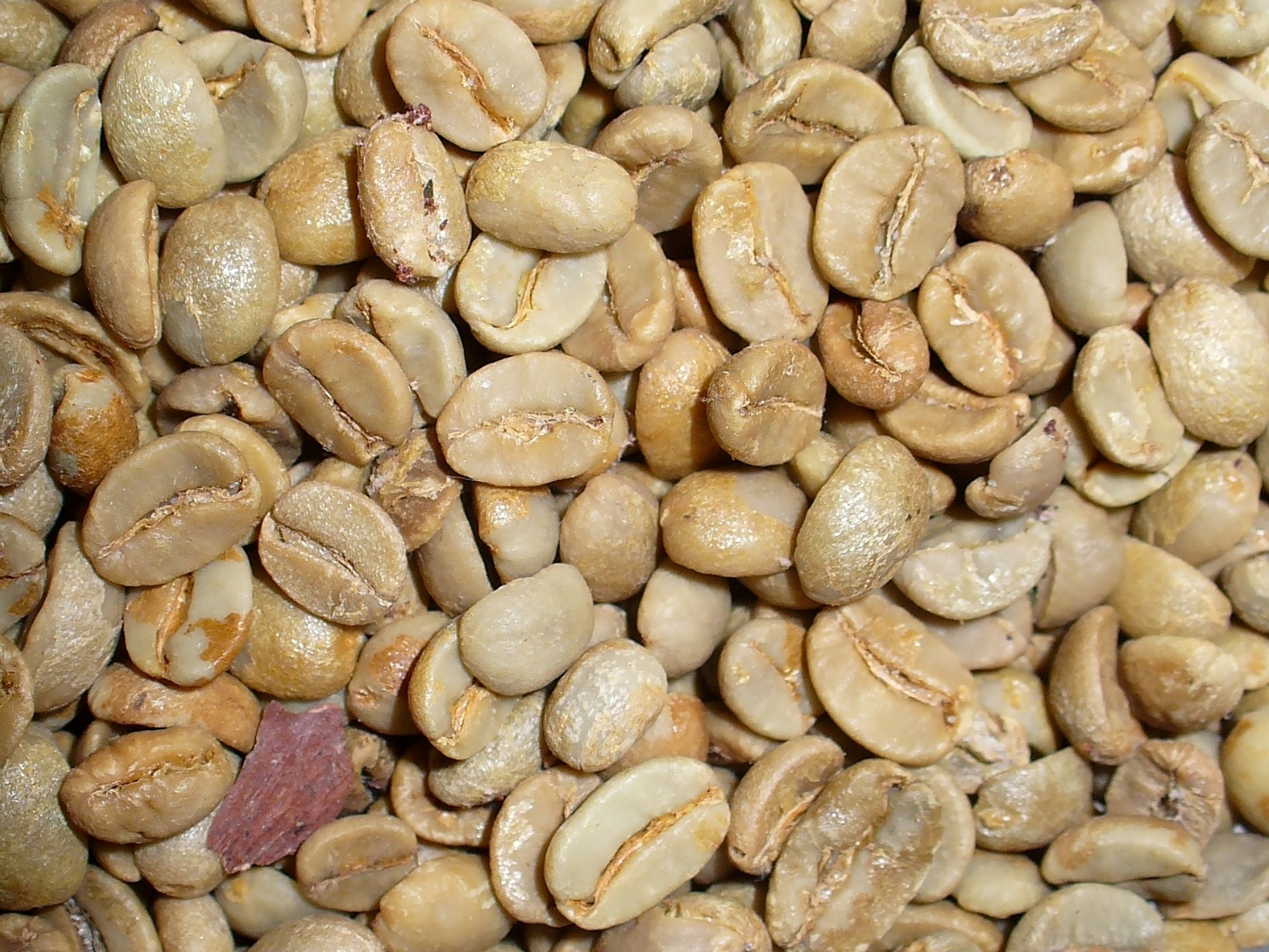
グリーンコーヒーはコーヒー豆の焙煎前の生豆の状態をいうほか、生豆から独自の手法で成分を抽出した飲み物をさす。

グリーンコーヒー（英: green coffee）とは、コーヒーの生豆のこと。または、生豆かから抽出したコーヒー、または生豆そのものをグリーンコーヒーと呼ぶ。

## 概要
コーヒーに含まれる成分のうち、カフェインやカテキン、クロロゲン酸にはそれぞれ、
- カフェイン - 気管支を広げる作用があり、呼吸機能を改善することで呼吸器系の疾患での死亡リスクを減少させる。[2]
- カテキン - 動脈硬化防止に効果があり、心疾患、脳血管障害のリスクを減少させる。緑茶などにも含まれる。
- クロロゲン酸 - 血糖値を下げる働きがあり、ホルモンの分泌を促し、糖尿病などの罹患リスクを減少させる。[3]

という効能があることが分かってきた。
また、コーヒーの香りや苦味の成分の1つであるクロロゲン酸は、加熱で壊れやすいために焙煎時間が長い「深煎り」（フレンチローストなど）だと分解されてしまう。クロロゲン酸を効果的に摂取するには浅煎りで飲む方が効果的だが、さらに生豆のまま飲む方がより効果が大きいとされる。
こうした研究結果を受け、アメリカではグリーンコーヒーブームが起き、日本でもオーガニック系カフェや個人経営でこだわりを持つ喫茶店など一部では提供されているまた、生豆ではないが浅煎り豆をベースに深煎り豆をブレンドしさらにコーヒー豆マンノオリゴ糖を配合し、脂肪の吸収を抑える効果がある特定保健用食品としての缶コーヒー「ボス グリーン」や、スターバックス・コーポレーションと、サントリー食品インターナショナルにより、アラビカ種の焙煎前のグリーンコーヒーから作られた缶入りエナジードリンク「スターバックス リフレッシャーズ® ベリーベリーハイビスカス」「 同 クールライム」が全国のセブン‐イレブンで発売されるなど、生豆や浅煎りコーヒーによる健康志向がいっそう強まってきている。

## 臨床試験
近年「科学ジャーナル糖尿病情報誌」（The Scientific Journal Diabetes）誌上で、インドで22歳から46歳までの太りすぎの男女をグリーンコーヒーから抽出したドリンク剤を投与したグループと、プラセボ群に分けたグループとの臨床試験で、22週間後にグリーンコーヒーを与えたグループに平均8 kgのダイエットと体脂肪の平均15.8 %、BMI10.3 %の大幅減少が認められたことが発表された。同時に悪玉コレステロールの減少、血糖値の改善も確認された。これは後述するNagendranらによる試験の一部として行われたものである。
2011年12月7日、日経メディカルはグリーンコーヒーのエキスに血糖コントロール改善の可能性があると報じた。これは、インドMallya HospitalのM.V.Nagendranらによる研究で、20歳から40歳の健康な男女60人（平均年齢29.9歳、平均BMIは21.6）を対象とした治験で登録時に、被験者全員に通常の経口ブドウ糖負荷試験を実施した後に、適切な期間を置き、50 %のクロロゲン酸を含むGCAの100 mg、200 mg、300 mg、400 mgを、それぞれ投与するという試験内容であった。GCAを投与後に100gブドウ糖を摂取させ2時間後までの血糖値の変化を調べ記録した。その結果、GCA投与後のブドウ糖負荷試験後血糖値は、GCAを投与しない群に比べ、GCA100 mg投与の場合で2時間後血糖値は13.4 %、GCA400 mg投与では31.5 %の減少が確認されるなど、GCAの投与量に応じて血糖値減少効果が増大していた。なお、GCA投与後約75分後から血糖値低減効果が始まり、90分から120分後に効果のピークがあることが判明した。副作用に関しては、胃腸、心血管、交感神経に関しては認められなかった。